# 海军学习毛主席著作积极分子代表大会
海军学习毛主席著作积极分子代表大会，简称海军积代会，是指1967年11月，中国人民解放军海军在北京召开的一次会议。

## 概述
中国人民解放军海军负责人萧劲光、李作鹏、王宏坤、赵启民、周希汉、张秀川等人主持参与了此次会议。李作鹏首先在大会上讲话。时任中共中央主席和中共中央军委主席的毛泽东、中共中央副主席林彪、国务院总理周恩来接见了代表。林彪为此题词“大海航行靠舵手，干革命靠毛泽东思想”。之后全体代表在《大海航行靠舵手》的歌声中，进行了庆祝游行。